# Paralucanus mesozoicus
Paralucanus mesozoicus (лат.) — вид жесткокрылых насекомых из надсемейства Scarabaeoidea, единственный в роде Paralucanus и семействе Paralucanidae. Обнаружены в верхнеюрских отложениях Центральной Азии (Sharteg Formation, Гоби-Алтайский аймак, восточнее горы Атас-Богд 5—6 км западнее гора Шара-Тэг, Монголия).
Размер тела 7,65×2,45 мм, надкрылья 4,75×1,20 мм.
Вид был впервые описан в 2000 году казахстанским колеоптерологом профессором Георгием Владимировичем Николаевым (Казахский государственный университет, Казахстан).